# 新原街道
新原街道，原为新原乡，是中华人民共和国山西省忻州市原平市下辖的一个乡镇级行政单位。2021年5月，撤销新原乡，设立新原街道。以原新原乡的大库狄、小库狄、桃园、小河、平地泉、唐林岗、新郭下、北郭下、新华街、解放街、太平街、南滩12个村委会，原北城街道的永兴社区居委会，原南城街道的桥南、铁路2个社区居委会为新原街道的行政区域。以原新原乡的武彦、张村、东营、磨头4个村委会划为吉祥街道的行政区域。原新原乡的小集镇和柳巷、下原平、上原平3个村委会划为南城街道的行政区域。原新原乡的班村村委会划为北城街道行政区域。

## 行政区划
新原街道下辖以下地区：
解放街村、太平街村、新华街村、班村、柳巷村、上原平村、下原平村、南滩村、小河村、平地泉村、唐林岗村、北郭下村、新郭下村、桃园村、小库狄村、大库狄村、东营村、张村、磨头村、武彦村和小集镇社区。